# 2007 en gymnastique
| Années de la gymnastique : 2004 - 2005 - 2006 - 2007 - 2008 - 2009 - 2010    |
| Décennies de la gymnastique : 1970 - 1980 - 1990 - 2000 - 2010 - 2020 - 2030 |

Les faits marquants de l'année 2007 en gymnastique

## Compétitions
- 26 au 29 avril : Championnats d'Europe de gymnastique artistique 2007.
- 13 au 29 juillet : Gymnastique aux Jeux panaméricains de 2007.
- 1er au 9 septembre : Championnats du monde de gymnastique artistique 2007.
- 19 au 23 septembre : Championnats du monde de gymnastique rythmique 2007.
- 31 au 3 novembre : Championnats du monde de trampoline 2007